# Jack Oakie
Jack Oakie, pseudonimo di Lewis Delaney Offield (Sedalia, 12 novembre 1903 – Los Angeles, 23 gennaio 1978), è stato un attore statunitense.

## Biografia

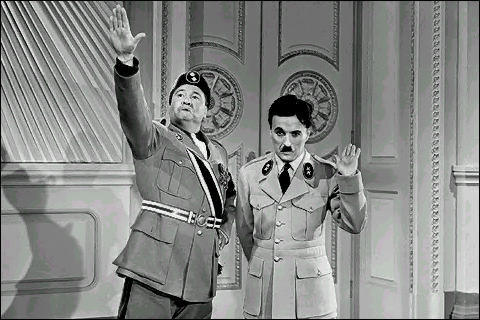
Jack Oakie (a sinistra) con Charlie Chaplin nel film Il grande dittatore (1940)

Oakie nacque a Sedalia, Missouri ma crebbe nella contea di Muskogee in Oklahoma. Mentre si trovava a New York, iniziò a farsi apprezzare come comico e come mimo nei teatri di Broadway. Ottenne una scrittura nelle Ziegfeld Follies per poi approdare a Hollywood, dove venne messo sotto contratto dalla Paramount Pictures dal 1929 al 1934.
Nel biennio 1935-36 ebbe modo di interpretare due ruoli congeniali alla sua personalità: nel Richiamo della foresta è un cercatore d'oro amico fedele del protagonista Clark Gable, nel successivo I cavalieri del Texas, accanto a Fred MacMurray, recita la parte di uno spietato bandito che poi si redime arruolandosi nel corpo volontario dei Texas Rangers. Nei film successivi è costretto a riproporre lo stereotipo di simpatica canaglia, fino al ruolo di Bonito Napoloni nel film Il grande dittatore (1940), diretto e interpretato da Charlie Chaplin, ruolo per cui ottenne una candidatura all'Oscar al miglior attore non protagonista.
Oakie si sposò 2 volte, la seconda nel 1950 con l'attrice Victoria Horne, con la quale visse in una tenuta a Northridge, un sobborgo di Los Angeles nella San Fernando Valley. Morì a Los Angeles nel 1978, all'età di 74 anni, per un aneurisma aortico. È sepolto al Forest Lawn Memorial Park a Glendale. Ha una stella sulla Hollywood Walk of Fame al 6752 Hollywood Boulevard.
Nel 1981, l'Academy of Motion Picture Arts and Sciences istituì il "Jack Oakie Lecture on Comedy in Film" come un evento annuale dell'Academy. Alla presentazione inaugurale, Oakie venne descritto come un maestro della comicità e un artista tra i più amati del cinema. La seconda moglie Victoria Horne lasciò la casa di Northridge all'University of Southern California. Nel gennaio 2007 un articolo del Los Angeles Daily News riferì che l'Oakie Wagon, una delle ultime porzioni della grande tenuta di Northridge, allevamento di famosi purosangue era stata venduta a un costruttore. L'articolo citò che la casa di Oakie, originariamente commissionata da Barbara Stanwyck e progettata da Paul R. Williams, sarebbe probabilmente rimasta un centro comunitario per eventi.

## Filmografia parziale

### Cinema
- Satana (His Children's Children), regia di Sam Wood (1923)
- Fratello maggiore (Big Brother), regia di Allan Dwan (1923)
- Chinatown Nights, regia di William A. Wellman (1929)
- Hard to Get, regia di William Beaudine (1929)
- Jozelle jazz club (Street Girl), regia di Wesley Ruggles (1929)
- Se avessi un milione (If I Had a Million), regia di James Cruze, H. Bruce Humberstone (1932)
- Once in a Lifetime, regia di Russell Mack (1932)
- From Hell to Heaven, regia di Erle C. Kenton (1933)
- Too Much Harmony, regia di A. Edward Sutherland (1933)
- Alice nel Paese delle Meraviglie (Alice in Wonderland), regia di A. Edward Sutherland (1933)
- Distruzione (Looking for Trouble), regia di William A. Wellman (1934)
- Il richiamo della foresta (The Call of the Wild), regia di William A. Wellman (1935)
- I cavalieri del Texas (The Texas Rangers), regia di King Vidor (1936)
- Colleen, regia di Alfred E. Green (1936)
- Alla conquista dei dollari (The Toast of New York), regia di Rowland V. Lee (1937)
- Una donna in gabbia (Hitting a New High), regia di Raoul Walsh (1937)
- Non siamo più bambini (Young People), regia di Allan Dwan (1940)
- Il grande dittatore (The Great Dictator), regia di Charles Chaplin (1940)
- Tra le nevi sarò tua (Iceland) regia di H. Bruce Humberstone (1942)
- Nasce una stella (Something to Shout About),  regia di Gregory Ratoff (1943)
- Vecchia San Francisco (Hello Frisco, Hello), regia di H. Bruce Humberstone (1943)
- Avvenne domani (It Happened Tomorrow), regia di René Clair (1944)
- L'amazzone domata (Northwest Stampede), regia di Albert S. Rogell (1948)
- When My Baby Smiles at Me, regia di Walter Lang (1948)
- I corsari della strada (Thieves' Highway), regia di Jules Dassin (1949)
- L'ultimo dei bucanieri (Last of the Buccaneers), regia di Lew Landers (1950)
- Tomahawk - Scure di guerra (Tomahawk), regia di George Sherman (1951)
- Il giro del mondo in 80 giorni (Around the World in Eighty Days), regia di Michael Anderson (1956)
- Il meraviglioso paese (The Wonderful Country), regia di Robert Parrish (1959)
- Ragazzi di provincia (The Rat Race), regia di Robert Mulligan (1960)
- Amore ritorna! (Lover Come Back), regia di Delbert Mann (1961)

### Televisione
- The New Breed – serie TV, episodio 1x13 (1961)
- Corruptors (Target: The Corruptors) – serie TV, episodio 1x20 (1962)
- Daniel Boone – serie TV, episodio 3x03 (1966)
- Bonanza – serie TV, episodio 8x15 (1966)

## Doppiatori italiani
- Carlo Romano in Se avessi un milione, La ragazza di Parigi, I due avventurieri, Una donna in gabbia, Il grande dittatore, Tra le nevi sarò tua, Avvenne domani, I corsari della strada, Tomahawk - Scure di guerra, Il giro del mondo in 80 giorni, Il meraviglioso paese, Ragazzi di provincia, Amore, ritorna!
- Lauro Gazzolo in I cavalieri del Texas
- Mario Besesti in La meravigliosa illusione
- Carlo Baccarini in Il grande dittatore (1º ridoppiaggio)

## Riconoscimenti
Premi Oscar 1941 – Candidatura all'Oscar al miglior attore non protagonista per Il grande dittatore